# Nati nel 1971/Senza giorno specificato
| Questa pagina contiene informazioni ricavate automaticamente dalle voci biografiche con l'ausilio del template Bio e di un bot. L'aggiornamento è periodico e automatico e ricostruisce completamente la pagina. Se manca una persona in questa lista, sei pregato di non aggiungerla, ma accertati piuttosto che la sua voce biografica contenga il template Bio e che i dati anagrafici siano correttamente compilati. Se il template Bio manca, inseriscilo tu stesso o, in alternativa, metti l'avviso {{tmp\|Bio}} che ne segnala la mancanza. Se i dati riportati sono sbagliati, correggi direttamente la voce biografica; le modifiche saranno visibili in questa lista entro pochi giorni. Per chiarimenti vedi il progetto biografie. La lista contiene solo le 207 persone che sono citate nell'enciclopedia e per le quali è stato implementato correttamente il template Bio. Pagina aggiornata al 2 ago 2025. |

- Marguerite Abouet, scrittrice e fumettista ivoriana
- Abu Abd al-Rahman al-Bilawi, militare e terrorista iracheno († 2014)
- Claudio Acciari, fumettista e animatore italiano
- Shane Acker, regista, sceneggiatore e animatore statunitense
- Macarena Aguiló, regista, sceneggiatrice e produttrice cinematografica cilena
- Rodaan Al Galidi, poeta e scrittore olandese
- Zakariya Rashid Hassan al-Ashiri, blogger e giornalista bahreinita († 2011)
- Alex Alfieri, medico italiano
- Raja Amari, regista e sceneggiatrice tunisina
- Giovanni Angeleri, violinista e direttore d'orchestra italiano
- Simone Arcagni, scrittore e docente italiano
- Chloe Aridjis, scrittrice statunitense
- Jami Attenberg, scrittrice statunitense
- Yorgos Avgeropoulos, giornalista e regista greco
- Omer Avital, bassista e compositore israeliano
- Salim Bachi, scrittore algerino
- Vikas Bahl, produttore cinematografico, sceneggiatore e regista indiano
- Christopher Bailey, stilista britannico
- Sam Bain, scrittore, sceneggiatore e comico britannico
- Bridget Baker, artista sudafricana
- Luigi Baricelli, attore, attivista e conduttore televisivo brasiliano
- Yto Barrada, fotografa e artista marocchina
- Christophe Bataille, scrittore francese
- Albrecht Behmel, scrittore e storico tedesco
- Ilir Belliu, poeta albanese († 2001)
- Chris Bender, produttore cinematografico statunitense
- Emiliano Brancaccio, economista e saggista italiano
- Robbie Brenner, produttrice cinematografica statunitense
- Cullen Bunn, fumettista statunitense
- Stephanie Burt, critica letteraria statunitense
- Stefano Cabrera, compositore e violoncellista italiano
- Roberto Calabrò, giornalista italiano
- Bill Callahan, produttore televisivo e sceneggiatore statunitense
- Isabel Guzman, funzionaria e politica statunitense
- Christiane Cegavske, artista, animatrice e regista statunitense
- Luciano Chessa, compositore e pianista italiano
- James Chinlund, scenografo statunitense
- Tony Choy, bassista statunitense
- Haim Fabrizio Cipriani, scrittore e violinista italiano
- Raphaël Colantonio, autore di videogiochi francese
- Afonso Cruz, scrittore, animatore e musicista portoghese
- Melissa de la Cruz, scrittrice filippina
- Roberto Curti, storico del cinema, critico cinematografico e saggista italiano
- Vian Dakhil, politica e attivista irachena
- Dao Lang, cantante cinese
- Davaa Bâmbasürėn, regista e sceneggiatrice mongola
- Arnaud Delalande, sceneggiatore e scrittore francese
- Richard Di Martino, fumettista francese
- Samwise Didier, artista statunitense
- Carlos Diehz, architetto e attore messicano
- Ding Song, ex tennistavolista cinese
- Hanne Dreyer, ex sciatrice alpina norvegese
- Bernhard Eckerstorfer, presbitero austriaco
- Anja Eichhorst, ex nuotatrice tedesca
- Amal El Atrach, attrice marocchina
- Rudi Erebara, scrittore, poeta e traduttore albanese
- Andrea Fabozzi, giornalista italiano
- Isabelle Fabre, ex sciatrice alpina francese
- Laura Facchi, scrittrice italiana
- Arne Feldhusen, regista tedesco
- Wendy Fisher, ex sciatrice alpina statunitense
- Patrick Fogli, scrittore e sceneggiatore italiano
- Mário Frias, attore, conduttore televisivo e politico brasiliano
- Fumi Yoshinaga, fumettista giapponese
- Xavier Gabaix, economista francese
- Martino Gamper, designer italiano|Immagine=Martino Gamper 2014.jpg|Didascalia= Gamper nel 2014
- Jason Gann, comico, attore e sceneggiatore australiano
- Romano Garofalo, fumettista, scrittore e giornalista italiano
- Cheikh Tidiane Gaye, scrittore e poeta senegalese
- Antony Genn, chitarrista britannico
- Mareva Georges, modella francese
- Anthony Goicolea, fotografo statunitense
- Heddi Goodrich, scrittrice statunitense
- Lev Gorn, attore russo
- Sara Gran, scrittrice e sceneggiatrice statunitense
- Eva Gronbach, stilista tedesca
- Renate Götzendorfer, ex sciatrice alpina austriaca
- Ali Soufan, scrittore statunitense
- Trent Haaga, attore, sceneggiatore e scrittore statunitense
- Fabrice Hadjadj, scrittore e filosofo francese
- Mido Hamada, attore egiziano
- Mohsin Hamid, scrittore pakistano
- Bo Hammarberg, ex sciatore alpino svedese
- Agron Haxhihyseni, ex sollevatore albanese
- Anabel Hernández, giornalista e scrittrice messicana
- Antonia Hodgson, scrittrice britannica
- Mario Hossen, violinista bulgaro
- Chad Hundeby, nuotatore statunitense († 2021)
- Marina Hänström, ex sciatrice alpina svedese
- Tim Jones, compositore e musicista statunitense
- Fady Joudah, poeta, traduttore e medico statunitense
- Ilze Juhansone, politica lettone
- Kim Gi-dong, ex calciatore sudcoreano
- Jon Kleinberg, informatico statunitense
- Meredith Kopit Levien, manager statunitense
- Hubert Kostner, artista italiano
- Aleksej Krasovskij, regista russo
- Ron Kubati, scrittore albanese
- Kathryn Immonen, fumettista canadese
- Cheng-Chui Kuo, regista, drammaturgo e sceneggiatore taiwanese
- Amanda Lawrence, attrice britannica
- François Leleux, oboista francese
- Stefan Lindberg, scrittore, drammaturgo e traduttore svedese
- Davide Longo, scrittore e sceneggiatore italiano
- Mika Luttinen, cantante finlandese
- Euros Lyn, regista britannico
- Frankie Magellano, cantautore italiano
- Andrea Magnani, regista e sceneggiatore italiano
- Sani Elhadj Magori, regista e giornalista nigerino
- Robert Mammone, attore australiano
- Angelo Manzotti, controtenore e sopranista italiano
- Marco Marilungo, disegnatore italiano
- Karel Mark Chichon, direttore d'orchestra inglese
- Patrizio Marone, montatore italiano
- Ana María Martínez, soprano portoricana
- Chiara Massini, clavicembalista italiana
- Ambachew Mekonnen, politico etiope († 2019)
- Arianna Menciassi, fisica italiana
- Maaza Mengiste, scrittrice etiope
- Ricardo Menéndez Salmón, scrittore e giornalista spagnolo
- Salvatore Montagna, mafioso canadese († 2011)
- Alison Moore, scrittrice britannica
- Vittorio Moroni, regista e sceneggiatore italiano
- Eska, cantautrice e produttrice discografica britannica
- Zuhair Murad, stilista libanese
- Anniken Murstad, ex sciatrice alpina norvegese
- Giacomo Nanni, fumettista e illustratore italiano
- Hisashi Nogami, autore di videogiochi giapponese
- Masahiro Nomura, ex giocatore di football americano giapponese
- Finbarr O'Reilly, fotografo canadese
- Magnus Oja, ex sciatore alpino svedese
- Silvia Oliete, imprenditrice spagnola
- Sherman Ong, fotografo, regista e artista malese
- Sam Paglia, cantautore, compositore e organista italiano
- Calogero Palermo, clarinettista italiano
- Riccardo Pelizzo, politologo italiano
- Enrico Pellegrini, scrittore italiano
- Perrozompopo, cantautore, compositore e cantante nicaraguense
- Johan Persson, ex ballerino e fotografo svedese
- Andrea Piva, scrittore, sceneggiatore e giocatore di poker italiano
- Petra Plajbes, ex sciatrice alpina slovena
- Federico Platania, scrittore italiano
- Susie Porter, attrice australiana
- La Prohibida, cantante spagnola
- Santos, disc jockey e produttore discografico italiano
- Lorenzo Puglisi, artista e pittore italiano
- Marco Quaglia, attore italiano
- John Radman, giocatore di football americano australiano
- Andrea Raffeiner, ex sciatrice alpina italiana
- Carlos Ramos, giudice di tennis portoghese
- Morten Ramsland, scrittore danese
- Kenny Random, artista e writer italiano
- Montse Ribé, effettista, truccatrice e attrice spagnola
- Boots Riley, rapper e produttore discografico statunitense
- Rebecca Roanhorse, scrittrice statunitense
- Missy Robbins, cuoca statunitense
- Fatima Robinson, coreografa, ballerina e regista statunitense
- Erik Roland, ex sciatore alpino norvegese
- Raffaella Romagnolo, scrittrice italiana
- Elizabeth Allen Rosenbaum, regista statunitense
- Andrea Rovetta, regista e sceneggiatore italiano
- Michael Rowe, scrittore, regista e sceneggiatore australiano
- Hallie Rubenhold, scrittrice e storica britannica
- Cathy Cahlin Ryan, attrice statunitense
- Ahmed Al Safi, scultore iracheno
- Buck Sanders, compositore statunitense
- Sonia Serazzi, scrittrice italiana
- Davide Serra, imprenditore italiano
- Bhajju Shyam, pittore indiano
- Valgeir Sigurðsson, produttore discografico e musicista islandese
- Jenny Siler, scrittrice statunitense
- Patrick Sogorb, astronomo francese
- Emilios Solomou, scrittore cipriota
- Mirjana Spoljaric Egger, diplomatica svizzera
- Monica Sæther, ex sciatrice alpina norvegese
- Tony Taka, fumettista e illustratore giapponese
- Alexandra von Teuffenbach, teologa italiana
- Michaela Thaler, ex sciatrice alpina austriaca
- TheHand, fumettista italiano
- Matt Thompson, produttore televisivo, sceneggiatore e regista statunitense
- Scott Schutzman Tiler, attore statunitense
- Óscar Torres, scrittore, sceneggiatore e produttore cinematografico salvadoregno
- Daby Touré, cantante mauritano
- Marina Tsintikidou, modella greca
- Makis Tsitas, scrittore greco
- Antti Tuomainen, scrittore finlandese
- Manuela Umele, ex sciatrice alpina austriaca
- Paul Videsott, filologo italiano
- Christian Wallumrød, pianista, tastierista e compositore norvegese
- S. J. Watson, scrittore inglese
- Patricia Watwood, pittrice statunitense
- Lizzy Weiss, sceneggiatrice e produttrice televisiva statunitense
- Robert J. Whiteley, astronomo statunitense
- Charlie Williams, scrittore inglese
- Jason Willinger, attore e doppiatore statunitense
- Fani Willis, magistrato e avvocato statunitense
- Emily Wilson, grecista e latinista britannica
- Ashley Wood, fumettista e illustratore australiano
- Sam Yahel, pianista statunitense
- Yūdai Yamaguchi, regista e sceneggiatore giapponese
- James Yorkston, cantautore e musicista scozzese
- Zhuge Yujie, politico cinese
- Sergio Zampetti, flautista italiano († 2014)
- Zhao Liang, regista e fotografo cinese
- Pablo Zibes, attore argentino
- Nicolas Zoll, ex sciatore alpino francese
- Nayef bin Mamduh Al Sa'ud, principe, inventore e islamista saudita